# بوليط أكبر
بوليط أكبر (الاسم العلمي:Boletus maximus ) هو نوع الفطريات يتبع جنس البوليط من الفصيلة البوليطية.